# Erupción peleana

Erupción peleana: 1 columna de ceniza, 2 caída de ceniza volcánica, 3 cúpula de lava, 4 bomba volcánica, 5 flujo piroclástico, 6 capas de lava y ceniza, 7 estrato, 8 conducto de magma, 9 cámara de magma, 10 dique

Las erupciones peleanas son un tipo de erupción volcánica. Pueden ocurrir cuando se trata de magma viscoso, típicamente de tipo riolítico o andesítico, y comparten algunas similitudes con las erupciones vulcanianas. La característica más importante de una erupción peleana es la presencia de una avalancha brillante de ceniza volcánica caliente, llamada flujo piroclástico. La formación de domos de lava es otra característica. También se pueden observar flujos cortos de ceniza o la creación de conos de piedra pómez. 
Las fases iniciales de la erupción se caracterizan por flujos piroclásticos. Los depósitos de tefra tienen menor volumen y alcance que las correspondientes erupciones plinianas y vulcanianas. El magma viscoso forma entonces una cúpula de lados empinados o una espina volcánica en la abertura del volcán. La cúpula puede colapsar más tarde, dando lugar a flujos de ceniza y bloques calientes. El ciclo de erupción suele completarse en unos pocos años, pero en algunos casos puede continuar durante décadas, como en el caso de Santiaguito.
La erupción de 1902 del Monte Pelée es el primer caso descrito de una erupción peleana. El término se deriva del nombre del volcán. 
Otros ejemplos de erupciones peleanas incluyen:
- la erupción de 1948-1951 de Hibok-Hibok ;
- la erupción de 1951 del monte Lamington, que sigue siendo la observación más detallada de este tipo;
- la erupción de 1968 del volcán Mayón